# Gaurotes otome
Gaurotes otome là một loài bọ cánh cứng trong họ Cerambycidae.